# Bauhaus-Debatte 1953

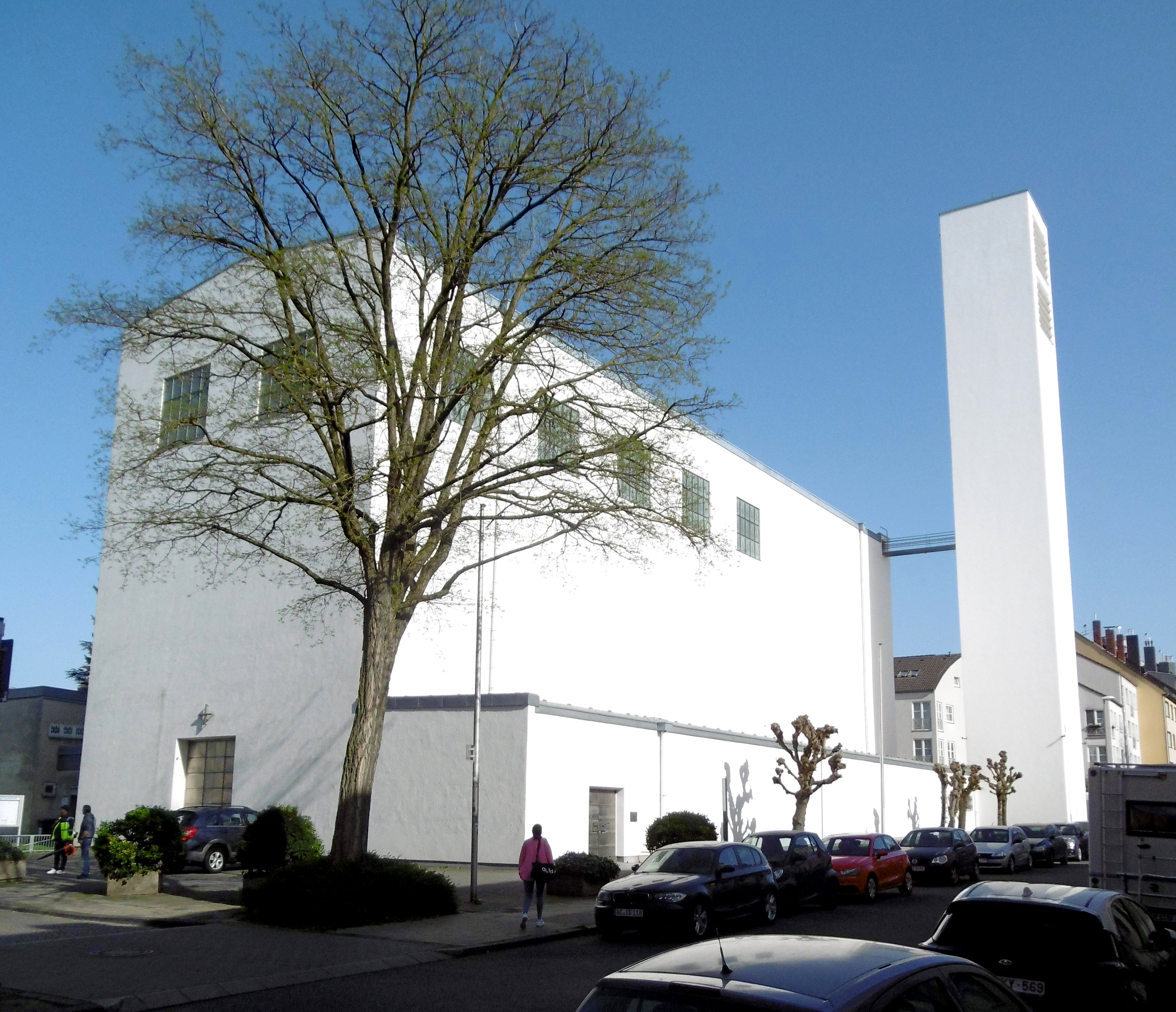
Rudolf Schwarz mit Hans Schwippert, St. Fronleichnam Aachen, 1929

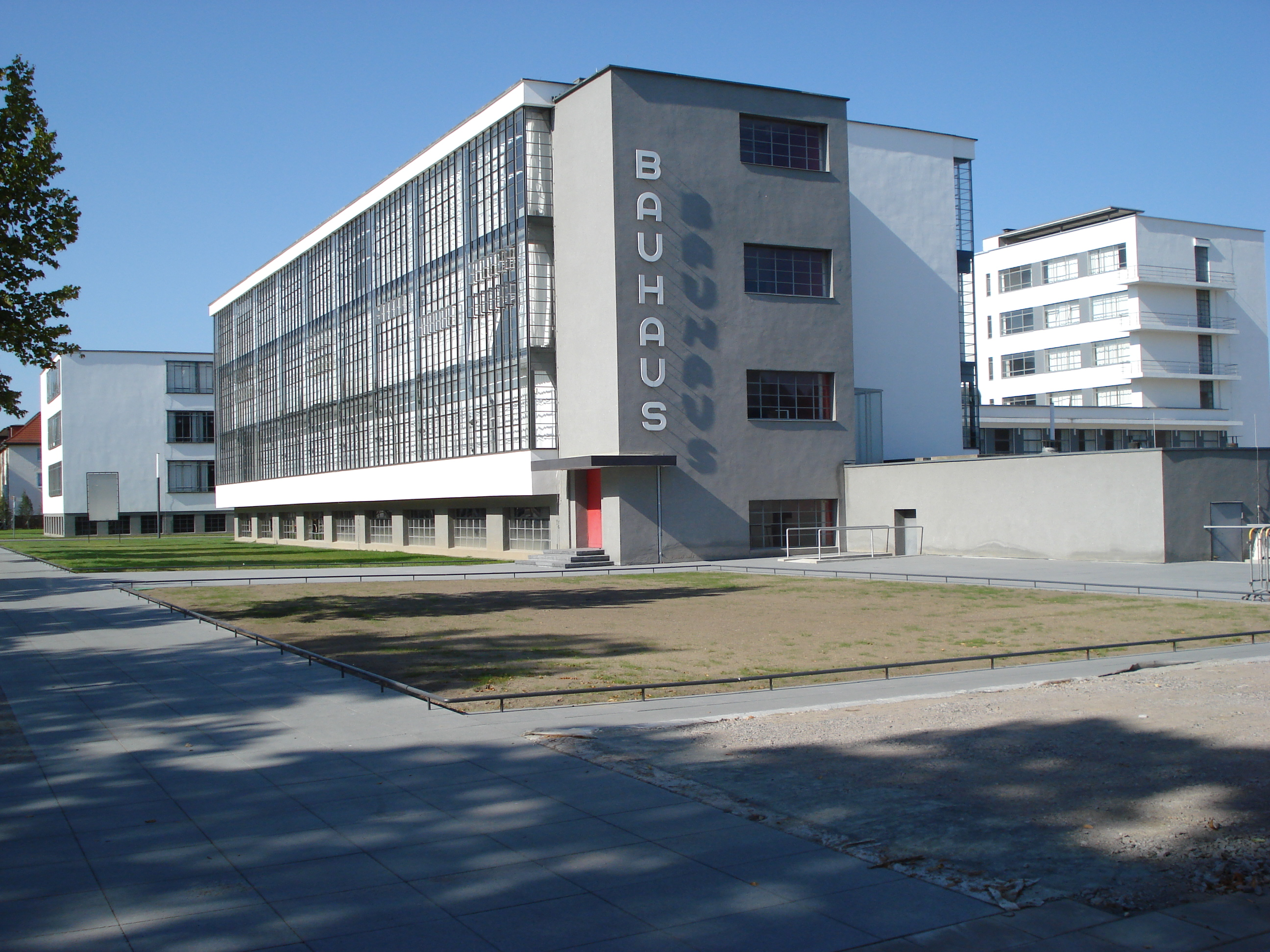
Das rekonstruierte Bauhaus-Gebäude

Die  Bauhaus-Debatte 1953 oder auch Rudolf-Schwarz-Debatte heißt eine 1953 öffentlich geführte Auseinandersetzung um die Ziele und Motive des Neuen Bauens und der Architekturmoderne in Westdeutschland nach 1945. Sie wurde durch das Pamphlet Bilde Künstler, rede nicht des Kölner Architekten Rudolf Schwarz ausgelöst, das im Januar 1953 in der Zeitschrift Baukunst und Werkform erschien und an den Bauhaus Streit der 1920er Jahre anknüpfte.

## Anlass
Schwarz, Meisterschüler von Hans Poelzig und selbst ein Wegbereiter des Neuen Bauens, erörterte in seinem Artikel die seiner Meinung nach „fehlgeleitete Entwicklung der modernen Architektur, wonach das Bauhaus durch die Abkehr von der Architekturtradition eine Kluft schuf, die das ‚abendländische Gespräch‘ zum Verstummen brachte.“ Er wertete den von Walter Gropius vertretenen Dessauer Bauhausstil als einen vom Rationalismus, mechanischen Materialismus und Technizismus beherrschten Formalismus (Fordismus) aus der Vorkriegszeit und forderte für die Zeit nach 1945 stattdessen eine geschichtsbewusste Moderne.

## Wirkung
Schwarz fand für seine Auffassung wenig Verständnis und öffentliche Zustimmung, auch wenn Theodor W. Adorno bereits vor ihm Zweifel am Bauhaus geäußert hatte. Die oft polemischen Auseinandersetzungen vernachlässigten wesentliche Fragen nach einer den Belangen des Wiederaufbaus angemessenen Neuausrichtung der Moderne. So warf Schwarz beispielsweise Walter Gropius vor „nicht denken zu können.“ Ironisch sprach er von den „verschiedensten Kundgebungen, mit denen das Bauhaus die Erde beglückt.“ Er kritisierte das Fagus-Werk und das Bauhaus-Gebäude und beschrieb seine erklärten Gegner aus dem Bauhaus als „übertreibende ästhetische Technizisten, als unbrauchbare Ideologen sowie vorlaute und aufgeregte Terroristen.“

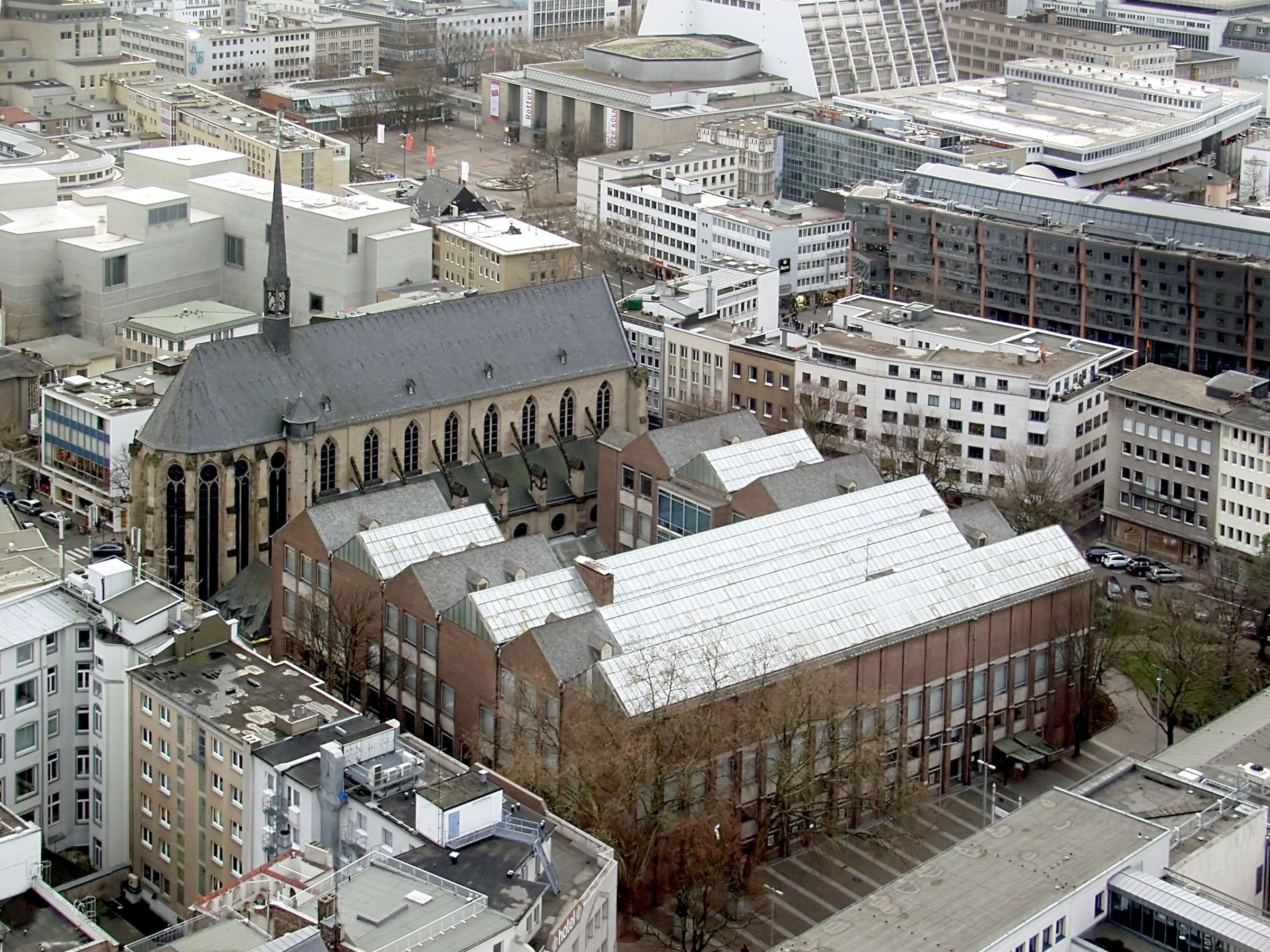
Museum für angewandte Kunst Köln (ursprünglich: Wallraf-Richartz Museum Köln von Rudolf Schwarz und Karl Band 1953–1957)

Die Debatte zog sich über sieben Ausgaben der Baukunst und Werkform hin und wurde in Folge auch von anderen Zeitschriften und Zeitungen wie Die Neue Zeitung aufgegriffen: Rudolf Steinbach bemühte sich, die Gedanken von Rudolf Schwarz zu vermitteln; Walter Gropius wurde von Hermann Mäckler in einem Brief vom 25. Februar 1953 über die Bauhauskritik in Kenntnis gesetzt. Er vertrat im Briefwechsel mit Paul Klopfer, Richard Döcker und Heinrich König seinen Standpunkt in dieser Auseinandersetzung, an dem sich dann Hubert Hoffmann, Guido Remszhardt, Peter Röhl, Louis Schoberth, Rudolf Hillebrecht, Martin Wagner, Hermann Baur, Gottfried Böhm, Theodor Heuss, Rudolf Pfister, Friedrich Lehmann und Emil Steffann beteiligten.

## Bedeutung
„Auf die Schwarz-Debatte (…) wurde zwar (…) immer wieder (…) verwiesen, der größere Zusammenhang aber, die Frage nach einer anderen Moderne neben dem geometrischen und wirtschaftlichen ‚Bauhausstil‘ wurde erst wieder diskutiert, als das sogenannte Wirtschaftswunder die Unwirtlichkeit der Städte schon unwiderruflich besorgt hatte.“ Mit diesem Satz verknüpfte Winfried Nerdinger 1994 die Bauhaus-Debatte mit der Großstadt-Debatte, die Alexander Mitscherlich 1969 mit seinem Pamphlet Die Unwirtlichkeit unserer Städte, Anstiftung zum Unfrieden eröffnete.
Die Bauhaus-Debatte 1953 nahm nach Meinung von Thilo Hilpert unmittelbar Einfluss auf das Wettbewerbsverfahren Nationaltheater Mannheim (1953), zu dem Ludwig Mies van der Rohe eingeladen wurde und an dem auch Rudolf Schwarz teilnahm. Im Katalog der Ausstellung Mies van der Rohe im Nachkriegsdeutschland – Das Theaterprojekt Mannheim 1953, die Hilpert 2002 in den Meisterhäusern Kandinsky/Klee in Dessau zeigte, schlussfolgerte er im Kapitel II Die Bauhaus-Polemik 1953, dass der Angriff von Schwarz auf den ‚Glaswürfel‘ zwar Gropius galt, jedoch ungewollt das gläserne Theaterprojekt für Mannheim von Mies van der Rohe, womöglich dessen Rückkehr nach Deutschland, verhinderte; denn Schwarz habe Mies van der Rohe mehr als modernen Klassizisten und weniger als experimentierenden Baumeister wahrgenommen. Was Hilpert in diesem Zusammenhang nicht erwähnte, das war der Reimport des Symbols „Bauhaus“ ins kriegszerstörte Westdeutschland durch Gropius, der 1928 mit seinem Abschied vom Bauhaus Dessau seine Marke „Bauhaus“ mitnahm und weltweit als die Moderne vertrat – ganz im Gegensatz zu dessen Nachfolgern Hannes Meyer und Mies van der Rohe. Abgesehen davon war die Bauhaus-Debatte auch ein Angriff auf die Baukunst im Dritten Reich (Architektur im Nationalsozialismus). Sie wurde im Düsseldorfer Architektenstreit von Josef Lehmbrock, Bernhard Pfau u. a. weitergeführt und prägte die westdeutsche Nachkriegsmoderne.

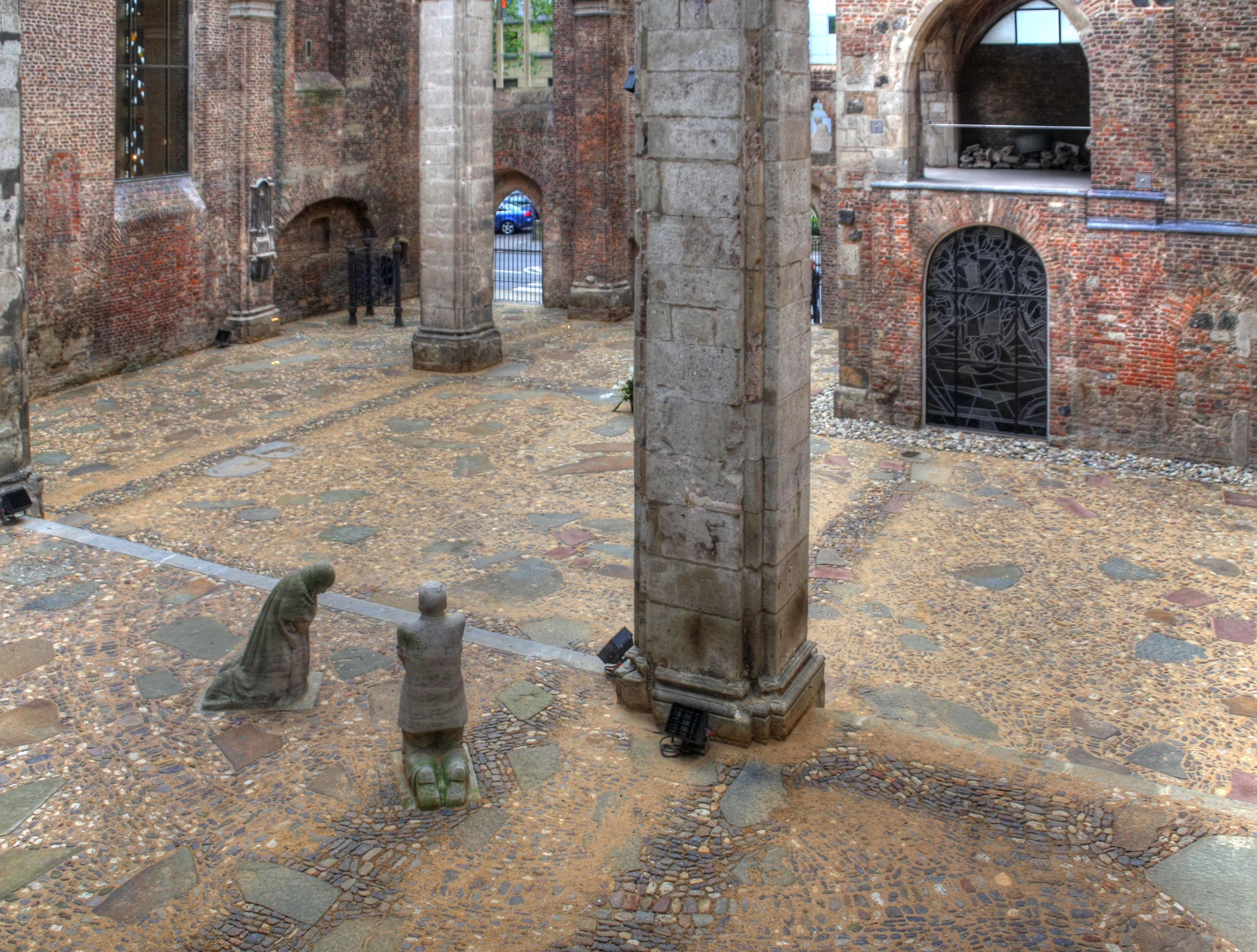
Alt St.Alban – Innenhof Gürzenich Köln mit der Skulptur (Kopie) Trauerndes Elternpaar von Käthe Kollwitz, Rudolf Schwarz, 1955

In der Nachfolge der Bauhaus-Debatte 1953 erörterten die Behnisch-Sterling- und Behnisch-Ungers-Debatten, die Stuttgart-21-Debatte, die Debatten um den Palast der Republik und das Berliner Schloss sowie um die Rekonstruktion des Frankfurter Römerbergs und der Meisterhäuser Dessau den Sinn und Unsinn des Bauens, was nicht zuletzt auch für eine Erinnerungskultur mit ihrem Anliegen gilt, Geschichte zu überliefern, zu wahren und zu verantworten wie Hilpert es 2015 rückblickend feststellte:
„Schwarz war nach 1945 für junge Architekten wie (Paul) Schneider-Esleben der erste Architekt, der sie auf die Leistungen der Moderne aufmerksam machte. Er war auch der einzige prominente Architekt der – dafür bei den Darmstädter Gesprächen ‚Mensch und Raum‘ 1951 von Eiermann verspottet – dem Verschwinden der kleinteiligen alten Städte nachtrauerte. (…) Dabei ging es dem konservativen Schwarz (…) um die verlorenen Labyrinthe der Stadt.“